# ماریون کراخت
ماریون کراخت (آلمانی: Marion Kracht؛ زادهٔ ۵ دسامبر ۱۹۶۲) بازیگر و کارگردان فیلم اهل آلمان است.
از فیلم‌ها یا مجموعه‌های تلویزیونی که وی در آن‌ها نقش داشته است، می‌توان به ماشین اسباب‌بازی سرخ آتشین و بابیلون برلین اشاره نمود.